# Imasgo (departamento)
Imasgo é um departamento ou comuna da província de Boulkiemdé no Burkina Faso. A sua capital é a cidade de Imasgo.
Em 1 de julho de 2018 tinha uma população estimada em 32156 habitantes.